# 2010年の政治
< 2009年 | 2010年の政治 | 2011年 >
2010年の政治（2010ねんのせいじ）は、2010年の政治分野に関する出来事を記載する。

## 政治関係の出来事

### 1月
- 1月1日 - 日本年金機構発足。前日に廃止された社会保険庁の業務を引き継ぐ。
- 5日 - 山内俊夫参議院議員が自民党を離党。後、8日に改革クラブに入党。
- 6日 - 藤井裕久財務相が辞任、後任に菅直人副総理が兼務し、菅が勤めていた国家戦略担当相は 仙谷由人行政刷新担当相が兼務。
- 10日 - クロアチア大統領選挙 決選投票が行われ、イヴォ・ヨシポヴィッチが当選。
- 12日 - 第45回衆議院議員選挙で山梨3区から出馬し落選した小野次郎前衆議院議員が自民党に離党届を提出。
- 13日 - 小沢一郎民主党幹事長の資金管理団体の土地購入疑惑で「陸山会」他関係個所を東京地検特捜部が政治資金規正法違反の疑いで強制捜査。
- 1月13日-16日 - 日本共産党第25回大会。
- 14日 - 松下新平参議院議員が改革クラブを離党、翌日自由民主党に入党。
- 15日
  - 小沢一郎民主党幹事長の資金管理団体の土地購入疑惑で当時小沢の私設秘書で陸山会の経理担当だった民主党の石川知裕衆議院議員を東京地検特捜部が政治資金規正法違反（不記載）の疑いで逮捕。
  - 新テロ特措法が失効し北澤俊美防衛相が海上自衛隊に撤収命令。
- 16日
  - 民主党党大会で小沢一郎幹事長が続投表明。
- 17日
  - チリ共和国大統領選挙決選投票で野党中道右派連合のセバスティアン・ピニェラが勝利し、1990年以来20年ぶりの政権交代、
  - ウクライナ大統領選挙は有効投票の過半数を獲得した候補はおらずヴィクトル・ヤヌコーヴィチ元首相とユーリヤ・ティモシェンコ首相の上位2人が2月7日の決選投票へ進出が決定
- 18日 -第174回国会召集。
- 23日
  - 小沢一郎民主党幹事長の資金管理団体の土地購入疑惑で東京地検特捜部が小沢幹事長を任意で事情聴取
  - 社民党大会。
- 24日
  - 沖縄県名護市長選挙でアメリカ軍普天間基地の辺野古沖への移設に反対派で民主、共産、国民新各党推薦の稲嶺進が現職の島袋吉和を破り当選。
  - 自由民主党党大会。
- 25日
  - 平成21年度第2次補正予算案を衆議院本会議で可決。
  - 第45回衆議院議員総選挙で一票の格差 を理由に広島1区の男性が選挙無効を求め訴えていた裁判で広島高等裁判所が選挙は憲法違反の判決（選挙無効請求は棄却）。
  - 衆議院総務委員会で地方交付税法及び特別会計に関する法律の一部を改正する法律案が審議入り。
- 26日 - スリランカ大統領選挙が行われ、マヒンダ・ラージャパクサ現大統領が再選。
- 28日
  - 平成21年度第2次補正予算案を参議院本会議で可決し成立。
- 31日
  - 小沢一郎民主党幹事長の資金管理団体の土地購入疑惑で東京地検特捜部が小沢幹事長を任意で再度事情聴取

### 2月
- 3日 - ギリシャ議会でカロロス・パプーリアスが大統領に再選。
- 4日 - 東京地検特捜部が小沢一郎民主党幹事長の資金管理団体の土地購入疑惑で石川知裕衆議院議員ら元秘書3名を政治資金規正法違反で起訴(翌日保釈）、小沢幹事長を不起訴とする事を決定。
- 7日 - コスタリカ大統領選が行われ、ラウラ・チンチジャ前第1副大統領が当選。同国初の女性大統領。
- 8日
  - 昨年12月に 自民党を離党した田村耕太郎参議院議員が民主党入党を表明。
  - 前日投票が行われたウクライナ大統領選挙決選投票で野党候補のヴィクトル・ヤヌコーヴィチ元首相が当選。
- 10日 - 仙谷由人国家戦略担当大臣が行政刷新担当相を退任し、国家戦略担当相や公務員制度改革担当相と兼務の形で新しく新設された「新しい公共」担当相に就任した。仙谷が務めていた行政刷新担当相の後任に枝野幸男元・政調会長が就任。
- 11日 - 石川知裕衆議院議員が民主党に離党届を提出。
- 15日 - 民主党の小林千代美衆議院議院が北海道教職員組合から違法献金を受け取り選挙資金に充てていたとされる疑惑で札幌地方検察庁が同議員の事務所を強制捜査。
- 16日 - 昨年12月に自民党を離党した吉村剛太郎参議院議員が国民新党入党を表明。
- 18日 - 支援者から3000万円を騙し取ったとして、みんなの党議員の当時の政策秘書が詐欺容疑で逮捕された[1]。
- 21日 - 長崎県知事選挙で自民、公明両党が支援の中村法道が当選。
- 25日
  - 日本の国会が3日ぶりに正常化。
  - 横路孝弘衆議院議長に対する不信任決議案を否決。

### 3月
- 1日 - 民主党の小林千代美衆議院議員が北海道教職員組合（北教組）から違法献金を受け取ったとされる問題で長田秀樹北海道教職員組合委員長代理ら4名を札幌地方検察庁が政治資金規正法違反の疑いで逮捕。
- 2日 - 平成22年度予算案が衆議院本会議で可決。
- 7日 - イラク国民議会選挙。
- 13日 - 民主党の小林千代美衆議院議員が北海道教職員組合（北教組）から違法献金を受け取ったとされる問題で札幌地方検察庁が小林議員から事情聴取。
- 14日 - 石川県知事選挙で谷本正憲が5選。
- 15日
  - 鳩山邦夫元総務相が自民党に離党届を提出。
  - 園田博之自民党幹事長代理が辞任。
- 18日 - 民主党が新聞で小沢一郎幹事長の辞任要求をした生方幸夫副幹事長を解任、後任に辻恵衆議院議員。
- 22日 - 民主党の小林千代美衆議院議員が北海道教職員組合（北教組）から違法献金事件で長田秀樹北海道教職員組合委員長代理ら2名と団体としての北海道教職員組合を札幌地方検察庁が政治資金規正法違反で起訴、また小関顕太郎北教祖書記長ら2名の起訴猶予を決定。
- 23日 - 民主党が18日に副幹事長を解任された生方幸夫衆議院議員の解任を撤回。
- 24日 - 参議院本会議で平成22年度予算案を可決成立。

### 4月
- 1日 - 神奈川県相模原市が政令指定都市に昇格。
- 2日 - 自民党の若林正俊元環境相が議員辞職。
- 3日 - 自民党の与謝野馨元・財務相が自民党に離党届を提出。
- 5日 - 自民党の園田博之前・幹事長代理が自民党に離党届を提出。
- 6日
  - 公明党の神崎武法元・代表が議員辞職。
  - キルギス騒乱
- 7日 - 自民党の中川義雄参議院議員が自民党に離党届を提出
- 8日 - 自民党の藤井孝男参議院議員が自民党に離党届を提出
- 10日 - たちあがれ日本結党。
- 11日
  - 京都府知事選挙で山田啓二が3選。
  - ハンガリー議会選挙(第1回)。
- 4月12日 - 13日
  - 第1回核安全サミットがアメリカのワシントンD.C.で開催される。
  - 日ロ首脳会談および日仏首脳会談が開催される[2]。
- 13日 - 自民党所属の榎並正剛神奈川県議会議員が酒気帯び運転でワゴン車に追突。道交法違反容疑で現行犯逮捕された[3]。
- 18日 - 山田宏東京都杉並区長を党首に日本創新党結党。
- 19日 - 自民党の小池正勝参議院議員が自民党に離党届を提出。
- 22日
  - 政治資金規正法違反の罪に問われた鳩山由紀夫首相の元・公設第1秘書に東京地方裁判所が禁錮2年・執行猶予3年の有罪判決。
  - 舛添要一前・厚生労働相、矢野哲朗参議院議員が自民党に離党届を提出。
  - 中村喜四郎衆議院議員が改革クラブを離党。
- 23日
  - 前日に自民党を離党した 舛添要一前・厚生労働相が改革クラブへ入党。同日付で新党改革に党名を変更し、代表に就任する。また、矢野哲朗・小池正勝の両参議院議員が入党、これに伴い、自民党と改革クラブの衆参での統一会派を解消した。大江康弘参議院議員は党名を変更した新党改革への参加を拒否し離党。
- 25日 - ハンガリー議会選挙(第2回)。
- 26日
  - 鳩山由紀夫首相の偽装献金事件で東京第4検察審査会は鳩山首相を不起訴相当の決定。
  - 自民党の水野賢一前・衆議院議員が自民党に離党届を提出。
- 27日
  - 小沢一郎民主党幹事長の資金管理団体の土地取引疑惑問題で東京第5検察審査会は2005、2006年分の政治資金収支報告書の記載について小沢幹事長に起訴相当の決定。
  - 先に自民党に離党届を提出した舛添要一前・厚生労働相、与謝野馨元・財政金融相に対し自民党の党紀委員会が除名処分を決定。

### 5月
- 5月2日 - ユーロゾーンとIMFがギリシャへの1100億ユーロの財政支援の提供で合意した。
- 5月3日- 28日 - NPT再検討会議開催。
- 4日 - アメリカ軍普天間基地の移設問題で鳩山由紀夫首相が沖縄を訪問し沖縄と徳之島に分散移設する方針を表明。
- 6日 - イギリス総選挙で野党第1党の保守党 が第1党になるも過半数に届かず、36年ぶりに過半数獲得政党無し。
- 7日 -  アメリカ軍普天間基地の移設問題で鳩山由紀夫首相が徳之島の徳之島町、伊仙町、天城町の3町長に基地移転を要請。
- 11日
  - 6日に行われたイギリス総選挙で敗北したゴードン・ブラウン首相が自由民主党との連立協議を断念し辞任を表明、保守党と自由民主党による第2次世界大戦後同国初の連立政権が樹立され首相デービッド・キャメロン保守党党首が就任、保守党はジョン・メージャー政権以来13年ぶりの政権獲得。
  - フィリピン大統領選挙で故・コラソン・アキノ元・大統領の長男のベニグノ・アキノ上院議員が当選。
- 14日 - 大江康弘参議院議員が幸福実現党に入党。
- 15日 - 4月27日に小沢一郎民主党幹事長の資金管理団体の土地取引疑惑問題で東京第5検察審査会が2005、2006年分の政治資金収支報告書の記載について小沢幹事長に起訴相当の決定をした事を受け東京地検特捜部が小沢幹事長を3度目の事情聴取。
- 21日 - 小沢一郎民主党幹事長の資金管理団体の土地取引疑惑問題で東京地検特捜部は小沢幹事長を2度目の不起訴とし検察審査会が再審査へ。
- 28日 - アメリカ軍普天間基地の閣議決定を巡り、署名を拒否した福島瑞穂内閣府特命担当大臣（消費者及び食品安全・少子化対策・男女共同参画担当）を罷免、後任は平野博文内閣官房長官が兼務。
- 28日-29日 - チェコ議会下院選挙。
- 5月30日
  - 鳩山由紀夫内閣で連立政権を組織していた社会民主党が、沖縄県アメリカ軍普天間基地移設問題を巡って福島瑞穂党首が閣僚を罷免されたことに伴い、連立政権からの離脱を正式決定した[4]。

### 6月
- 2日 - 鳩山由紀夫首相が辞任表明[5]。また小沢一郎民主党幹事長も同時に辞任を表明した[6]。
- 4日 - 民主党代表選挙で菅直人副総理兼財務相を選出、衆・参両院の本会議で内閣総理大臣指名選挙が行われ第94代首相選出。
- 8日 - 菅直人内閣が発足。
- 11日 - 亀井静香金融・郵政改革担当相が通常国会での郵政改革法案成立見送り方針を受け辞任（民主党との連立は維持）、後任に自見庄三郎国民新党幹事長が就任。
- 12日 - スロバキア国民議会選挙。
- 13日 -  ベルギー総選挙で北部オランダ語圏の分離独立を掲げた新フラームス同盟が第1党に。
- 16日 - 第174回国会会期末。
- 17日 - 民主党の小林千代美衆議院議員が北海道教職員組合（北教組）から違法献金事件で議員辞職願を横路孝弘衆議院議長に提出し即日許可。
- 18日 - 自民党の中山恭子元内閣府特命担当相（少子化・男女共同参画担当）が離党届を提出。
- 20日 - ポーランド大統領選挙
- 21日 - 18日に自民党を離党した中山恭子が、夫で前衆議院議員の中山成彬と共にたちあがれ日本に入党。
- 23日 - 日米安全保障条約改定50周年。
- 24日
  - 第22回参議院議員通常選挙公示。
  -  オーストラリアのケビン・ラッド首相が労働党党首を辞任し、ジュリア・ギラード副党首を新党首に選出、クエンティン・ブライス総督から新首相に任命され同国初の女性首相に就任。
- 25日～27日 -  カナダ、オンタリオ州、ハンツビルで第36回主要国首脳会議開催。
- 6月26日- 27日 - オンタリオ州のトロントで第4回20カ国地域 (G20)首脳会合開催。
- 6月30日 - フィリピンのグロリア・アロヨ大統領任期満了

### 7月
- 7月2日 - クリスティアン・ヴルフがドイツ大統領に就任。
- 7月4日 - ポーランド大統領選挙決選で中道右派政党「市民プラットフォーム」のブロニスワフ・コモロフスキ大統領代行が当選投票。
- 7月11日
  - 第22回参議院議員通常選挙で民主党と国民新党両党の連立与党が過半数割れ。
  - 滋賀県知事選挙で現職の嘉田由紀子が再選。
  - 杉並区長に田中良が当選。
  - 自民党所属の吉原日出雄長崎市議会議員が無免許運転と速度超過の道路交通法違反の現行犯で逮捕された[7]。
- 7月13日 - 第22回参議院選挙において当選した自民党候補への投票依頼のため買収を行ったとして、同党富山市連古沢支部の島田健次支部長が公職選挙法違反容疑で逮捕された[8]。
- 7月15日
  - 小沢一郎前・民主党幹事長の資金管理団体の土地取引疑惑問題で2007年分の政治資金収支報告書の記載について東京第1検察審査会が不起訴不当の決定。
  - 第22回参議院選挙において落選した民主党候補の選挙運動に協力した見返りに現金を渡したとして、公選法違反容疑で同候補の運動員2人が逮捕された[9]。
- 7月16日 - 第22回参議院選挙において大敗を喫したたちあがれ日本と新党改革が参議院において統一会派「たちあがれ日本・新党改革」を結成した。
- 7月24日 - 第22回参議院選挙において当選した自民党候補への投票依頼のため買収を行ったとして、自民党所属の遠山登美濃加茂市議会議員が公職選挙法違反容疑で逮捕された[10]。
- 7月27日 - 辻元清美元・国土交通副大臣が社民党に離党届を提出。
- 7月29日 -民主党の後藤英友衆議院議員の出納責任者井上広世被告が公職選挙法違反（日当買収）事件で最高裁判所が上告を棄却有罪確定
- 7月30日 -第175回国会召集。

### 8月
- 8月6日 -第175回国会会期末。
- 8月7日 - 森喜朗元総理大臣の長男で自民党所属の森祐喜石川県議が酒気帯び運転でコンビニエンスストアに突っ込み、道交法違反容疑で逮捕された[11]。
- 8月8日 - 長野県知事選挙で民主党等が推薦する阿部守一が当選。
- 8月19日 - 社民党が辻元清美の離党届けを受理。
- 8月21日 - オーストラリア下院総選挙で与党と最大野党が共に過半数割れ。
- 8月24日 - 民主党の後藤英友衆議院議員が、出納責任者が公職選挙法違反（日当買収）で有罪確定した事の責任を取り議員辞職。
- 8月25日 - ニューヨーク市議会はマンハッタンのエンパイア・ステート・ビルより高い高層ビルの建設を容認。
- 8月27日
  - - 名古屋市会リコール活動開始。
  - - 金正日総書記が胡錦濤主席と会談。
- 8月29日 - 香川県知事選で浜田恵造が初当選。

### 9月
- 9月7日
  - 最高裁判所が北海道開発庁（現・国土交通省北海道開発局）受注の公共工事を巡る受託収賄罪等4つの罪に問われていた鈴木宗男衆議院外務委員長（新党大地・比例北海道ブロック）の上告を棄却、その後異議申し立てをおこなったが、15日に却下されたため、懲役2年の実刑判決・有罪が確定これにより議員失職、5年間の公民権停止が確定した。失職に伴い、既に離党していた比例第二位の八代英太を飛び越え比例3位の浅野貴博が繰り上げ当選した。
  - 民主党の中島正純衆議院議員が政治資金収支報告書への架空支出計上問題で離党届を提出し受理。
- 9月9日
  - 自由民主党の役員改選が行われ、大島理森幹事長が副総裁、新幹事長には石原伸晃元政調会長、政調会長は石破茂が留任し、総務会長には小池百合子元防衛相が女性で初めて党3役に就任。
  - 衆議院外務委員会が理事懇談会を開催し、議員失職が確実となった鈴木宗男の外務委員長としての職務を停止し、筆頭理事の小宮山泰子が委員長代行に就任する決定を行った。
- 9月14日 - 民主党代表選挙で菅直人代表（首相）が小沢一郎前・幹事長を破り再選。
- 9月17日 - 民主党の両院議員総会で幹事長に岡田克也前外相、政調会長に玄葉光一郎（少子化大臣と兼務）、国会対策委員長に鉢呂吉雄の各氏の新執行部人事が承認、続いて内閣改造がなされ菅 改造内閣が発足。
- 9月28日 - 辻元清美が衆議院院内会派「民主党・無所属クラブ」に入会。
- 9月29日 - 朝鮮労働党代表者会が開催され、金正恩が党中央委員に選出され、新設の党中央軍事委員会副委員長に就任、党指導部入りする（金正日の後継が確定）。
- 9月30日
  - 衆議院で尖閣諸島中国漁船衝突事件関連の集中審議。
  - 小沢一郎元・民主党幹事長の資金管理団体の土地取引疑惑問題で東京地方検察庁が2007年分の政治資金収支報告書の記載について小沢幹事長に対し不起訴処分を決定。

### 10月
- 10月1日 - 第176回国会召集。
- 10月3日 - ブラジルでブラジル連邦共和国大統領選挙および国会議員選挙。
- 10月18日- 29日 -日本の名古屋市で第10回生物多様性条約締約国会議 (COP10) が開催される。
- 10月24日 - 衆議院北海道5区の補欠選挙で自民党の町村信孝元官房長官が当選。
- 10月28日 - 警視庁の国際テロに関する内部資料と見られる文書114点がネット上に流出[12]。
- 10月29日 - 29日までに、警視庁葛飾署は恐喝未遂などの疑いで首相官邸職員で内閣事務官と自称暴力団関係者無職の2人を逮捕した[13]。
- 28日- 29日 - 欧州連合 (EU) 首脳会議、開催。
- 10月31日
  - 福島県知事選挙で佐藤雄平が再選。
  - 31日 -民主党公認で京都府議立候補予定者が、京都市の空き地に張られた自民党の小巻實司府議の政治活動用ポスターをはがし破き、器物損壊容疑で現行犯逮捕された[14]。
  - 31日 - ブラジル連邦共和国大統領選挙の決選投票が施行され、ジルマ・ルセフがジョゼ・セラを下し、新大統領に当選確実となった[15]。

### 11月
- 11月2日 - アメリカ合衆国で中間選挙が行われ、与党民主党が惨敗。上院・下院共に共和党が議席数を伸ばした。共和党は下院で過半数の議席を得るが、上院は民主党が過半数を守った。
- 11月5日 - 日本銀行が、総額35兆円の資産買入等の基金による5兆円のリスク資産等の買入を開始することを発表。
- 11月6日 - 日本の京都府にてAPEC財相会合が開催され、「通貨の競争的な切り下げを回避する」「為替レートの過度の変動や無秩序な動きを監視する」との共同声明を発表。
- 11月9日 - ミャンマーで20年ぶりに総選挙が実施され、軍事政権が支持する与党「連邦団結発展党 (USDP)」が80%の議席を獲得。
- 7日 - ミャンマー総選挙。
- 11月11日- 12日 - 韓国のソウルで第5回G20主要国首脳会議が開催される。
- 11月13日
  - 横浜市でアジア太平洋経済協力会議（APEC、2010年日本APEC）首脳会議（14日まで）[16]。
  - ミャンマーの民主化指導者アウンサンスーチーが解放され、自宅軟禁が7年半ぶりに解除される。
- 11月13日- 14日 - 日本の横浜市でアジア太平洋経済協力会議 (APEC) の首脳会議が開催される。
- 11月14日
  - 新潟市長選挙で篠田昭が3選。
  - 福岡市長選挙で高島宗一郎が初当選。
- 11月15日 -尖閣諸島中国漁船衝突映像流出事件の対応を巡り自民党が衆議院に仙谷由人官房長官、馬淵澄夫国交相の不信任決議案を提出、与党の反対多数で否決。
- 11月16日 -平成22年度補正予算案が衆議院本会議で可決。
- 11月22日 - 柳田稔法務相が辞任し、後任は仙谷由人官房長官が兼務。
- 11月24日 - 名古屋市議会のリコール署名数が市議会解散に必要な法定数を下回ったと発表。
- 11月25日 - 衆参両院で延坪島砲撃戦事件に関する集中審議。
- 11月26日
  - 平成22年度補正予算案が参議院本会議で否決、両院協議会も不調に終わった為憲法60条2項の規定により可決。
  - 参議院本会議で仙谷由人内閣官房長官、馬淵澄夫国交相の問責決議案を提出、賛成多数により、仙谷長官に対する決議案が26日、馬渕大臣に対する決議案が27日にそれぞれ可決。
- 11月28日
  - 和歌山県知事選挙で仁坂吉伸が再選。
  - 沖縄県知事選挙で仲井眞弘多が再選。
  - 愛媛県知事選挙で中村時広が初当選。

### 12月
- 12月1日 - 関西広域連合が発足。
- 12月3日
  - 第176回国会会期末。
  - 自民党の大村秀章衆議院議員が離党届を提出。
- 12月5日 - 阿久根市長・竹原信一のリコール（解職請求）を問う住民投票が行われ、賛成が有効投票の過半数を上回って即日失職となる。
- 12月8日 - 自民党は党紀委員会を開き党の方針に反し来年2月に行われる愛知県知事選挙への立候補を表明した大村秀章衆議院議員の離党届を受理せず、除名処分にする事を決定。
- 12月12日 - 茨城県議会議員選挙、民主党は改選前6議席の維持に留まり事実上敗北
- 12月15日 - 名古屋市議会のリコール署名異議申し立てによる再集計結果が発表され署名数が市議会解散に必要な法定数を上回り、政令指定都市初の市議会解散を問う住民投票実施が決定。
- 19日 - ベラルーシ大統領選挙が行われ、アレクサンドル・ルカシェンコが四選を決めた。
- 12月20日 - 名古屋市の河村たかし市長が辞職届を市議会議長に提出。
- 12月24日 -2011年度予算案閣議決定。
- 12月26日
  - 宮崎県知事選挙で河野俊嗣が初当選。
  - 東京都西東京市議選で民主・社民が議席を減らす。
- 12月28日 - 小沢一郎元・民主党幹事長の資金管理団体の土地取引疑惑問題で小沢が条件付きで衆議院政治倫理審査会へ出席する意向を表明。

## 死去
- 1月1日 - ファイサル・ビン・シャムラン、元南イエメン石油大臣、2006年大統領選挙立候補者（* 1934年）
- 1月1日 - モハメド・ラフマト、元マレーシア情報大臣、統一マレー国民組織事務総長（* 1938年）
- 1月1日 - ペリヤサミ・チャンドラセカラン、元スリランカ設備・開発大臣（* 1957年）
- 1月4日 - ヨハン・フェリエール、初代スリナム共和国大統領（* 1910年）
- 1月4日 - 永野茂門、元参議院議員（自由民主党・新生党・新進党・自由党）、第57代法務大臣（* 1922年）
- 1月4日 - 山元勉、元日本社会党衆議院議員、（* 1932年）
- 1月5日 - ゲオルゲ・シリミス、第6代キプロス大統領（* 1921年）
- 1月7日 - フィリップ・セガン、フランス国民議会元議長（* 1943年）
- 1月10日 - 大塚雄司、元自由民主党衆議院議員、第56代建設大臣（* 1929年)
- 1月10日 - クリスピン・ソーハインド(Crispin Sorhaindo)、元ドミニカ国首相（* 1931年）
- 1月14日 - 清水勇、日本の政治家、元日本社会党衆議院議員（* 1925年）
- 1月17日 - ジョティ・バス(Jyoti Basu)、第13代西ベンガル州首相(* 1914年)
- 1月18日 - 木原実、元日本社会党衆議院議員（* 1916年）
- 1月24日 - ガザリ・シャフィ、元マレーシア外務大臣（* 1922年）
- 1月24日 - ロバート・アダム・モズバカー(Robert Adam Mosbacher)、第28代アメリカ合衆国商務長官（* 1927年）
- 1月25日 - アリー・ハサン・アル＝マジード、元イラク国防大臣（* 1941年）
- 2月1日 - ステイングリムル・ヘルマンソン、第30、32・33代アイスランド首相（* 1928年）
- 2月7日 - アンドレ・コリンバ、第4代中央アフリカ大統領（* 1935年）
- 2月8日 - クシシュトフ・スクビシェフスキ(Krzysztof Skubiszewski) 、元ポーランド外務大臣（* 1926年）
- 2月9日 - ジョン・マーサ(John Murtha)、元アメリカ合衆国下院議員（* 1932年）
- 2月10日 - チャールズ・ネスビット・ウィルソン、元アメリカ合衆国下院議員（* 1933年）
- 2月11日 - 豊澤豊雄、元国民協同党衆議院議員（* 1907年）
- 2月20日 - アレクサンダー・ヘイグ、第59代アメリカ合衆国国務長官（* 1924年）
- 3月2日 - ウインストン・チャーチル三世(Winston Churchill)、元イギリス庶民議員（* 1940年）
- 3月4日 -  近藤鉄雄、元自由民主党衆議院議員、第56代労働大臣、第37代経済企画庁長官（* 1929年）
- 3月4日 - ウラジスラフ・アルジンバ、初代アブハジア共和国大統領（* 1945年）
- 3月11日 - 佐藤昭子、元田中角栄秘書（* 1928年）
- 3月13日 - 葉山峻、元神奈川県藤沢市市長、元民主党衆議院議員（* 1933年）
- 3月15日 - エミリア・ボンコディン(Emilia Boncodin、元フィリピン予算管理大臣（* 1954年）
- 3月20日 - ギリジャ・プラサド・コイララ、第43・48・50・55代ネパール首相（* 1925年）
- 3月31日 - 堀之内久男、日本の政治家、元自由民主党衆議院議員、第13代農林水産大臣、第62代郵政大臣（* 1924年）
- 4月1日 - レク・ナナ(Lek Nana)、元タイ王国外務大臣（* 1924年）
- 4月1日 - ザンニス・ザンネタキス、元ギリシャ首相（* 1927年）
- 4月1日 - ユーリ・マスリュコフ、元ロシア連邦第1副首相（* 1937年）
- 4月3日 - ユージン・テレブランシュ、アフリカーナー抵抗運動指導者（* 1941年）
- 4月4日 - クリフォード・モリス・ハーディン、第17代アメリカ合衆国農務長官（* 1915年）
- 4月8日 - アベル・ムゾレワ(Abel Muzorewa)、元ジンバブエ大統領（* 1925年）
- 4月8日 - ジャン＝ポール・プルースト(Jean-Paul Proust)、モナコ公国国務大臣（* 1940年）
- 4月10日 - レフ・カチンスキ、第三共和制第4代ポーランド大統領（* 1949年）
- 4月10日 - リシャルト・カチョロフスキ、第6代ポーランド亡命政府大統領（* 1919年）
- 4月18日 - 中馬辰猪、元自由民主党衆議院議員、第39代建設大臣（* 1916年）
- 4月18日 - アブー・アイユーブ・アル＝マスリー、ムジャーヒディーン諮問評議会指導者（* 1968年）
- 4月21日 - 玉置猛夫、元自由民主党参議院議員（* 1914年）
- 4月28日 - 金仲麟、朝鮮労働党書記（* 1924年）
- 4月30日 - 安藤忠恕、第16代宮崎県知事（* 1941年）
- 5月5日 - ウマル・ヤラドゥア、第13代ナイジェリア大統領（* 1951年）
- 5月9日 - ハンス・ダイクスタル(Hans Dijkstal)、第12代自由民主国民党党首（* 1943年）
- 5月9日 - 朱厚沢、元中国共産党中央宣伝部長（* 1931年）
- 5月14日 - 鈴木俊一、第9-12代東京都知事（* 1910年）
- 5月17日 - ゴー・ケンスイ(Goh Keng Swee)、第2代シンガポール副首相（* 1918年）
- 5月20日 - 村山達雄、元自由民主党衆議院議員、第82・91-92代大蔵大臣、第61第厚生大臣（* 1915年）
- 5月31日 - ダファリン・ロブリン(Dufferin Roblin)、第14代マニトバ州州首相（* 1917年）
- 5月31日 - アリエ・エリアフ(Arie Eliav)、元クネセト議員（* 1920年）
- 6月1日 - 栗原祐幸、第42・44代防衛庁長官、第41代労働大臣（* 1920年）
- 6月2日 - 秋山長造、元日本社会党参議院議員、第15-16代参議院副議長（* 1917年）
- 6月14日 - 島田久、元民主党衆議院議員（* 1935年）
- 6月16日 - マルク・バザン(Marc Bazin)、元ハイチ首相/大統領代行（* 1932年）
- 6月20日 - 遠藤要、元自由民主党参議院議員、第45代法務大臣（* 1915年）
- 6月21日 - 赤桐操、元日本社会党・社会民主党参議院議員、第21代参議院副議長（* 1921年）
- 6月30日 - アルギルダス・ブラザウスカス、初代リトアニア共和国共和国大統領（* 1932年）
- 8月2日 - 三ッ林隆志、元自由民主党衆議院議員、元法務大臣政務官（* 1953年）
- 8月7日 - 大島靖、第14代大阪市長（* 1915年）
- 8月9日 - テッド・スティーヴンス、元アメリカ合衆国上院議員、元上院仮議長（* 1923年）
- 8月12日 - ギド・デマルコ(Guido de Marco)、第6代マルタ共和国大統領（* 1931年）
- 8月13日 - 上山和人、元日本社会党・社会民主党参議院議員（* 1920年）
- 8月17日 - フランチェスコ・コッシガ、第8代イタリア共和国大統領（* 1928年）
- 8月17日 - アミーン・アル＝ヒンディー(Amin al-Hindi)、元パレスチナ自治政府総合情報局長官・パレスチナ解放機構幹部
- 9月4日 - 多田省吾、元公明党参議院議員（* 1931年）
- 9月24日 - ゲンナジー・ヤナーエフ、元ソビエト連邦副大統領（* 1937年）
- 9月27日 - アフマド・マーヘル(Ahmad Maher)、元エジプト外務大臣、元アラブ連盟事務総長（* 1935年）
- 10月1日 - ゲオルギー・アブラモヴィチ・アルバトフ(Georgy Arbatov)、元ソビエト連邦共産党中央委員（* 1923年）
- 10月9日 - 黄長燁、初代北朝鮮最高人民会議常設会議議長（* 1923年）
- 10月18日 - 彭冲、元上海市長（* 1915年）
- 10月23日 - デイヴィッド・トンプソン、第6代バルバドス首相（* 1961年）
- 10月26日 - 三木申三、第54-56代徳島県知事（* 1928年）
- 10月27日 - ネストル・キルチネル、第55代アルゼンチン大統領（* 1950年）
- 10月27日 - シャイフ・サクル・ムハンマド・アル＝カースィミー(Saqr bin Mohammad al-Qassimi)、アラブ首長国連邦・ラス・アル・ハイマ首長国の首長（* 1920年）
- 11月3日 - ヴィクトル・チェルノムイルジン、初代ロシア連邦首相（* 1938年）
- 11月6日 - 趙明禄、北朝鮮国防委員会第一副委員長（* 1928年）
- 11月14日 - 三ケ月章、第56代法務大臣（* 1921年）
- 11月24日 - 黄華、元中華人民共和国中華人民共和国外交部部長（* 1913年）
- 12月8日 - 島津尚純、衆議院議員（新進党・新党友愛・民主党）（* 1945年）
- 12月16日 - 井上喜一、元衆議院議員（自由民主党・新生党・新進党・自由党・保守党・保守新党）、元内閣府特命担当大臣（防災担当）（* 1932年）
- 12月21日 - 小寺弘之、第13代群馬県知事（* 1940年）
- 12月23日 - 渡部通子、元公明党衆院議員・参院議員（* 1932年）
- 12月26日 - サルバドール・ホルヘ・ブランコ(Salvador Jorge Blanco)、元ドミニカ共和国大統領（*1926年）